# 圆齿鳞果星蕨
圆齿鳞果星蕨（学名：Lepidomicrosorium crenatum）为水龙骨科鳞果星蕨属下的一个种。

## 扩展阅读
- 維基物種上的相關：圆齿鳞果星蕨